# Leijloop
De Leijloop is een Nederlands/Belgische beek in de Nederlandse Provincie Noord-Brabant en de Belgische provincie Antwerpen.
De beek vormt gedeeltelijk de grens tussen België en Nederland en is een zijriviertje van de Mark. De Leijloop ontstaat doordat de Blauwputtenloop en de Goorloop of Blankenaartloop samenkomen.

## Geologie
De Leijloop stroomt in zijn geheel door de plaatselijke zandgronden. De hoogte van de bron is 13 meter boven NAP. De monding 11 meter boven NAP. En vanaf de samenvloeiing van de Blauwputtenloop en de Blankenaartloop is er nog 12 kilometer te gaan voordat de Leijloop bij Meersel-Dreef in de Mark uitmondt.

## Loop
De beek ontspringt als Blauwputtenloop een paar meter ten noorden van de Jonkerweg, niet ver van Terbeek. De beek kruist de Blauwputweg en stroomt een paar honderd meter langs de weg zelf. De beek stroomt verder en doorkruist Blauwputten. Daarna komt de Blankenaartloop samen met de Blauwputtenloop en de Leijloop ontstaat. De Leijloop stroomt verder en kruist de Meirseweg op de grens met Nederland en België. De beek stroomt verder als grensriviertje langs een transportzone en als de beek de transportzone verlaat, kruist de beek de E19. Uiteindelijk na ongeveer een kilometer stroomt de Leijloop weer volledig door Belgisch grondgebied. De beek stroomt verder naar het Mariapark in Meersel-Dreef en kruist het Dreef en mondt na nog geen kilometer via een oude Meander van de Mark uit in de Mark.